# Bouteilles
Pour les articles homonymes, voir Bouteille (homonymie).

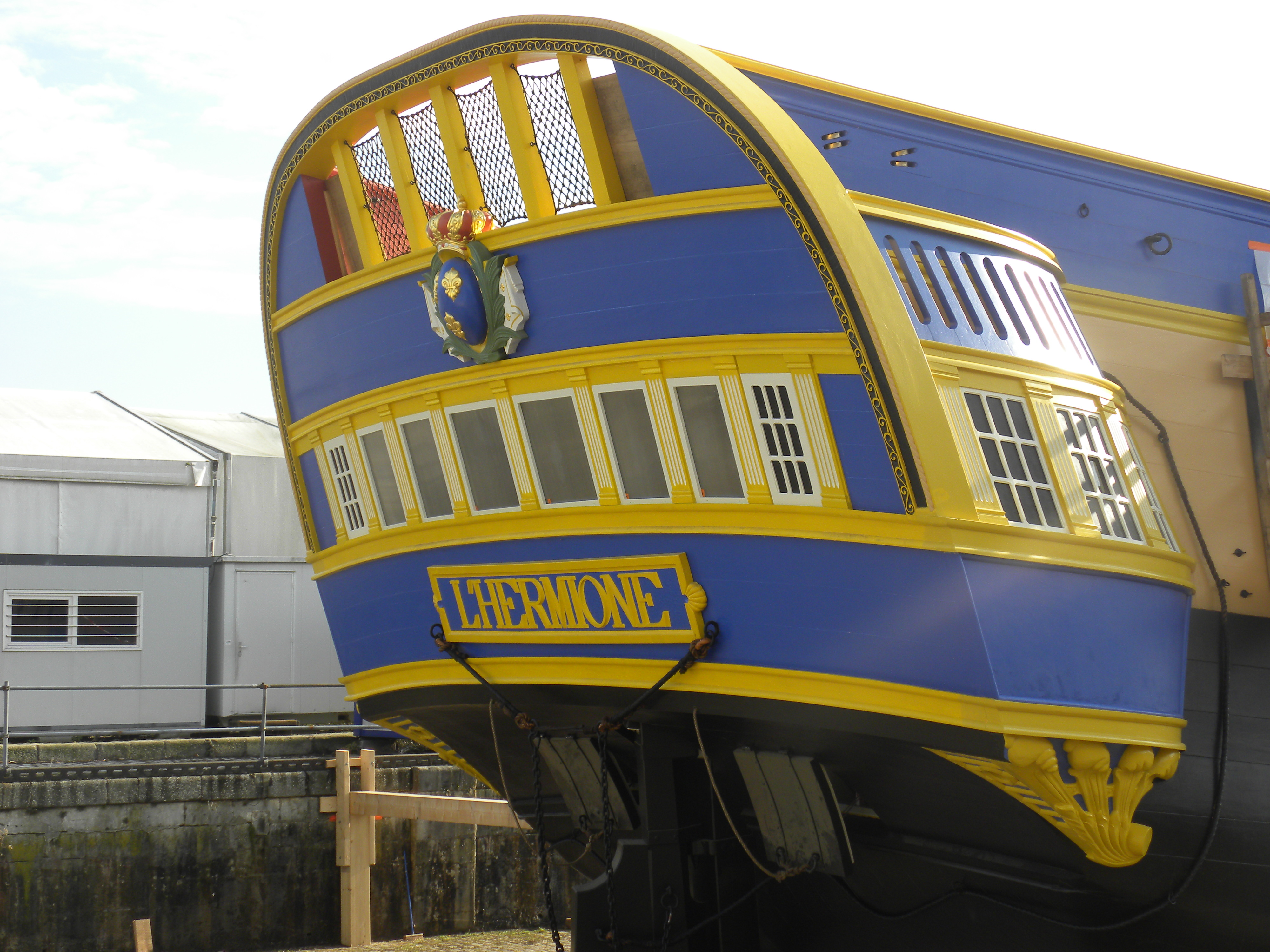
Le tableau arrière de lHermione, avec à droite l'une des deux bouteilles de la frégate.

Sur les anciens navires à voiles, on appelait les bouteilles deux petits compartiments, un de chaque côté du tableau arrière, servant de cabinets d'aisances aux officiers du bord.